# Starachowice
Starachowice jsou město v Polsku ve Svatokřížském vojvodství, správní centrum stejnojmenného okresu, ležící 35 km severovýchodně od města Kielce a 130 km jižně od Varšavy na řece Kamienna, na historickém území Malopolska. Město obklopují Svatokřížské hory. V roce 2023 zde žilo 44 038 obyvatel.

## Historie

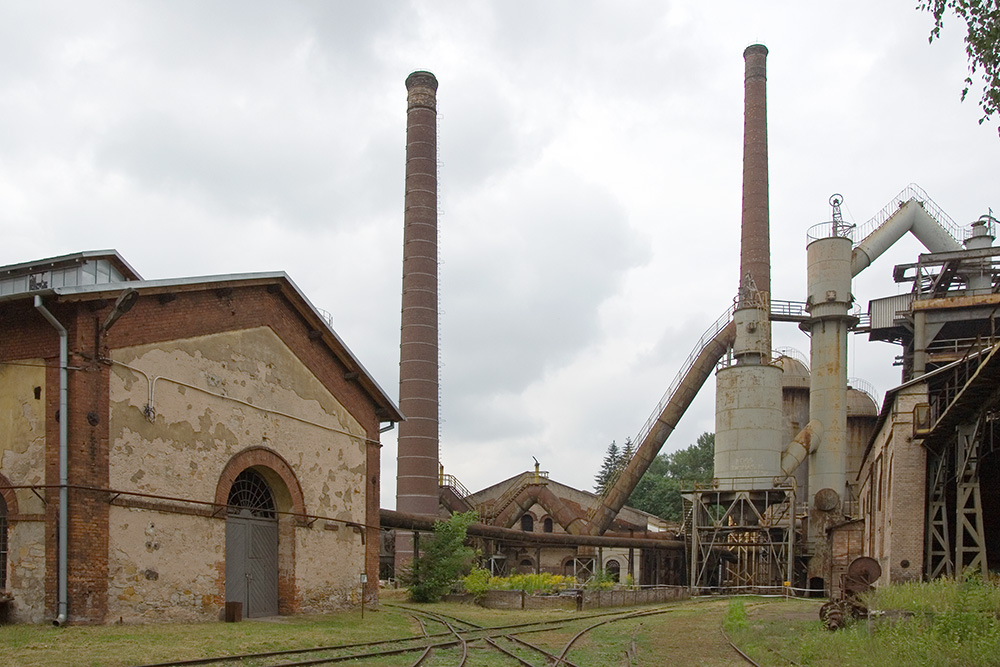
Stará vysoká pec, dnes sloužící jako muzeum

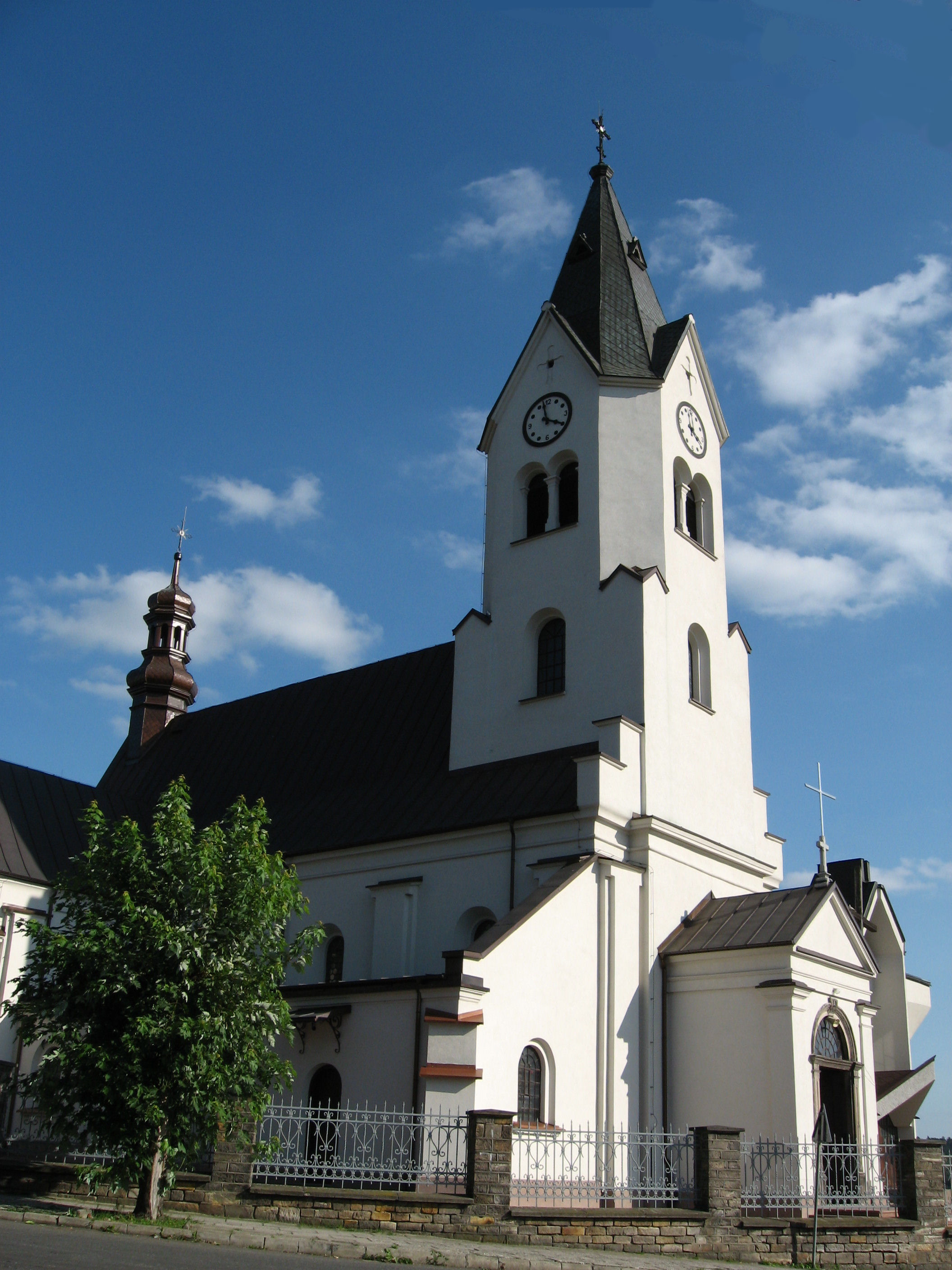
Kostel Nejsvětější Trojice ze 17. století

Na místě dnešních Starachowic existovala kovárna, která v 16. století patřila rodu Starzechowských a od tohoto rodu se pravděpodobně odvozuje i název města. Nejstarší známá zmínka o Starachowicích pochází z roku 1547. Osada, která vznikla kolem kovárny, patřila do roku 1817 cisterciáckému klášteru Wąchock. Cisterciáci v roce 1789 iniciovali výstavbu vysoké pece. Kyjevský biskup Bogusław Radoszewski založil v roce 1624 v sousedství město Wierzbnik, kterému polský král Zikmund III. Vasa udělil městská práva. Ve městě se konaly tři výroční trhy a tři týdenní jarmarky. Na rozdíl od Starachowic se však rozvíjelo pomalu.
Po třetím dělení Polska v roce 1795 byly Starachowice připojeny k Habsburské monarchii, v roce 1809 připadly Varšavskému knížectví a od roku 1815 patřily tzv. Kongresovému Polsku. V následujících letech se podél řeky Kamienná rozvíjel průmysl a Starachowice staly hlavním centrem hutnictví. V roce 1863 proběhlo Lednové povstání a v rámci protipolských represí zbavila v roce 1870 ruská správa Wierzbnik městských práv. Ta byla obnovena v roce 1916.
Po vyhlášení polské nezávislosti zde vláda nechala vybudovat zbrojovku Zakłady Starachowickie (Starachowické závody) se zaměřením na dělostřeleckou munici. Vyráběl se zde např. švédský 40mm kanón Bofors. Město Wierzbnik se 1. dubna 1939 sloučilo s osadami Starachowice Fabryczne a Starachowice Górne. Nejprve se nové město jmenovalo Starachowice-Wierzbnik a v roce 1952 přijalo název Starachowice.
Po německé invazi do Polska přišla do města 27. září 1939 Einsatzgruppen a páchala zločiny na místním obyvatelstvu. Zatýkala místní inteligenci a v místní továrně pracovali Poláci v rámci totálního nasazení. Při holokaustu zaniklo 27. října 1942 gheto ve Wierzbniku a mnoho Židů bylo odvezeno do vyhlazovacího tábora Treblinka. Zbývající židovští obyvatelé Starachowic a Wierzbniku byli posláni do německých pracovních táborů v okolí. Tyto tábory byly zlikvidovány v létě 1944. Zbývající přeživší byli deportováni do Osvětimi. Po Varšavském povstání v roce 1944 Němci do Starachowic deportovali tisíce Varšavanů z tábora v Pruszkówě, především staré a nemocné lidi či ženy s dětmi. K 1. listopadu 1944 bylo ve městě na 10 000 Poláků vyhnaných z Varšavy. Během války byly Starachowice centrem Zemské armády.
Po válce město prosperovalo jako průmyslové centrum. Kromě Starachowických závodů zde v roce 1948 zahájili výrobu nákladních automobilů Star. Nákladní automobil značky Star byl použit jako základ pro první papamobil pro papeže Jana Pavla II. při jeho první návštěvě rodné země jako hlavy římskokatolické církve v roce 1979. Po pádu komunistického režimu v roce 1989 se situace ve Starachowicích zhoršila a prudce vzrostla nezaměstnanost. V současné době je ve městě zřízena zvláštní ekonomická zóna s nižšími daňovými sazbami, která má napomoci rozvíjení nového průmyslu.

## Osobnosti
- Krystyna Jandová (* 1952), herečka a režisérka
- Jadwiga Kaczyńská (1926–2013), filoložka, odbojářka, matka Lecha a Jaroslawa Kaczyńských